# Wymowa krakowsko-poznańska
Wymowa krakowsko-poznańska – normatywna forma wymowy języka polskiego, opozycyjna względem ogólnopolskiej wymowy warszawskiej, charakteryzująca się:
- wymową udźwięczniającą, polegającą na dźwięcznym wymawianiu wygłosu wyrazu poprzedzającego (niebędącego przyimkiem) przed wyrazem o nagłosie samogłoskowym lub sonornym, np. [brad matḱi], [ʒ́iź nagle], [kož mal’in]
- realizacją [ŋ] (tzw. n tylnojęzykowe) w obrębie morfemu oraz na granicy morfologicznej wyrazu, przed głoskami zwartymi tylnojęzykowymi [k], [g] oraz przed głoskami zwartymi postpalatalnymi [ḱ], [ǵ]. W wymowie krakowsko-poznańskiej [n] zębowe zmienia się na [ŋ] tylnojęzykowe, czyli upodabnia się do [k], [ḱ], [g], [ǵ] pod względem artykulacji, np. [pańeŋka], [saŋk’i], [ok’eŋko]